# Irja Kuusla
Irja Kuusla (Karstula, Finlandia; 26 de enero de 1904-Helsinki, Finlandia; 4 de julio de 1988) fue una actriz finlandesa. 

## Biografía
Su verdadero nombre era Irja Digert, y nació en Karstula, Finlandia.
Aunque fue también una conocida actriz teatral, a lo largo de su dilatada trayectoria Irja Kuusla actuó en más de cien películas. Ganó sobre todo fama por su actuación en títulos de la serie Pekka Puupää. Actuó por primera vez en el cine en la cinta VMV 6 (1936), y la última en la película de Spede Pasanen Kahdeksas veljes (1971).
Falleció en Helsinki, Finlandia, en el año 1988. Había estado casada con Arvo Kuusla desde 1931 hasta la muerte de él en 1960. La pareja tuvo dos hijos: el actor Matti Kuusla y el fotógrafo Mauno Kuusla. 

## Filmografía (selección)
- 1936 : VMV 6
- 1936 : Vaimoke
- 1940 : Aatamin puvussa... ja vähän Eevankin
- 1943 : Katariina ja Munkkiniemen kreivi
- 1949 : Prinsessa Ruusunen
- 1953 : Pekka Puupää
- 1953 : Hilja – maitotyttö
- 1954 : Majuri maantieltä
- 1955 : Pekka ja Pätkä pahassa pulassa
- 1957 : Pekka ja Pätkä ketjukolarissa
- 1957 : Pekka ja Pätkä sammakkomiehinä
- 1959 : Pekka ja Pätkä mestarimaalareina
- 1960 : Pekka ja Pätkä neekereinä
- 1970 : Jussi Pussi
- 1971 : Kahdeksas veljes